# Nico Semsrott
Nico Semsrott (Hamburgo, 11 de marzo de 1986) es un cómico y político alemán elegido el 26 de mayo de 2019 como representante de Alemania en el Parlamento Europeo.

## Vida
Nació en Hamburgo-Niendorf de padre y madre profesores de escuela. Acudió a la escuela privada y católica Sophie-Barat, donde ejerció de redactor de la revista que la propia escuela producía, llamada Sophies Welt (El mundo de Sofía, como el libro de Jostein Gaarder).
Tal revista tenía designada un profesor encargado de censurar artículos, y tras desavenencias con la dirección del colegio Nico fundó la revista El inframundo de Sofía (en alemán: Sophies Unterwelt) junto con su hermano pequeño, el hoy periodista Arne Semsrott. La venta de esta revista en el patio del colegio llegó a ser prohibida por la dirección lo que les sirvió para vender los 400 ejemplares de la tercera edición en apenas una hora,
Tras realizar la selectividad pasó por un periodo depresivo donde no se podía levantar de la cama. Inició estudios en Sociología e Historia y a las seis semanas los abandonó. Continuó con unas prácticas en un instituto de opinión que le resultaron horribles, y en 2007 decidió empezar con la comedia.

### Comedia
Desde 2008 protagoniza espectáculos donde toma el papel de persona depresiva y en los que se presenta como Coach de la Desmotivación ("Demotivationstrainer“). También a las Elecciones al Parlamento Europeo de 2019 se presentó con esa profesión. Su primer programa en solitario fue el 14 de junio de 2012 en Hamburg Premiere con el título de La alegría es solamente falta de información (en alemán: Freude ist nur ein Mangel an Information). Desde el otoño de 2014 está de gira representando una versión actualizada anualmente de esa pieza.
De 2017 a 2019 era parte del equipo de ZDF-heute-show en la sección No Fun Facts. Desde 2019 es miembro del Parlamento Europeo, y con ello se distanciará de los escenarios para centrarse en la actividad parlamentaria.

### Carrera política
En las elecciones federales de 2017 fue cabeza de lista por Die PARTEI en Berlín, recibiendo 2.1% de los votos. En las elecciones europeas de 2019 iba como segundo de la lista de Die PARTEI, tras Martin Sonneborn. Su partido recibió un 2.4% de los votos, sobrepasando el 0.5% mínimo para representar a Alemania, por lo que Die PARTEI contó en la legislatura que comenzó en 2019 con dos paralamentarios: Sonneborn y Semsrott.
Durante la campaña criticó duramente el desprecio de los partidos tradicionales a la gente joven, pues los jóvenes representan una minoría de votos. Llegó a proponer sarcásticamente una edad máxima para votar. Una encuesta realizada tras las elecciones muestra que los votos a su partido provienen mayormente de gente que vota por primera vez.
Mientras que Sonneborn participa en el Parlamento Europeo como independiente, Semsrott se ha alineado con el Grupo de Los Verdes / Alianza Libre Europea donde forma parte de la Comisión de Control Presupuestario del Parlamento y la Comisión de Peticiones.
En mayo de 2020, Semsrott reveló una serie de robos en el Parlamento Europeo. Ha publicado un video sobre los incidentes en su canal de YouTube, donde critica la forma en que el personal de seguridad está manejando la investigación. También publicó una cronología de los robos y las medidas que tomó en su sitio web. El 13 de enero de 2021 anunció su renuncia como miembro de Die PARTEI después de fuertes controversias y acusaciones de racismo y blackfacing en torno al presidente federal Martin Sonneborn. Semsrott continuará su mandato en el Parlamento Europeo como miembro independiente del parlamento.

## Premios
- 2009: Ganador del concurso de comedia de la cadena televisiva NDR.
- 2010: Premio de poesía Karl-Marx.
- 2011: Premio de la audiencia de Stuttgarter Besen.
- 2011: Tercer puesto del Kleines Passauer Scharfrichterbeil
- 2011: Ganador del concurso de comedia de la cadena televisiva NDR[11]
- 2012: Die Freiburger Leiter[12]
- 2014: Bayerischer Kabarettpreis, Senkrechtstarter
- 2017: Deutscher Kleinkunstpreis, categoría cabaret